# コオラウ山脈
コオラウ山脈（コオラウさんみゃく、Koʻolau Range）は、アメリカ合衆国ハワイ諸島のオアフ島の東側あるいは風上側にある山脈。楯状火山が侵食されて残ったもので、オアフ島の面積の約3分の2を占め、島内最大規模の山地を形成している。
最高峰は960mのプウ・コナフアヌイ（Pu‘u Konahuanui）。「コオラウ」(koʻolau)とは、ハワイ語で「風上」を意味し、その語源はトケラウといった地名と同様である。
コオラウ山脈は、オアフ島の東岸に面し、南岸には州都ホノルルが発展し、山脈の斜面や谷に住宅地がつくられている。

## 地史
ハワイ諸島は、ホットスポット上の火山島として形成され、オアフ島はワイアナエ火山とコオラウ火山という2つの楯状火山で構成されている。
コオラウ山脈は、コオラウ火山が東側への大規模な海底地すべりを伴う侵食期を経て、溶岩の火道となっていたリフトゾーン付近が、侵食に耐えて残ったものである。地すべりは、北東の海底に約230kmにわたり巨大な残骸として横たわっている。

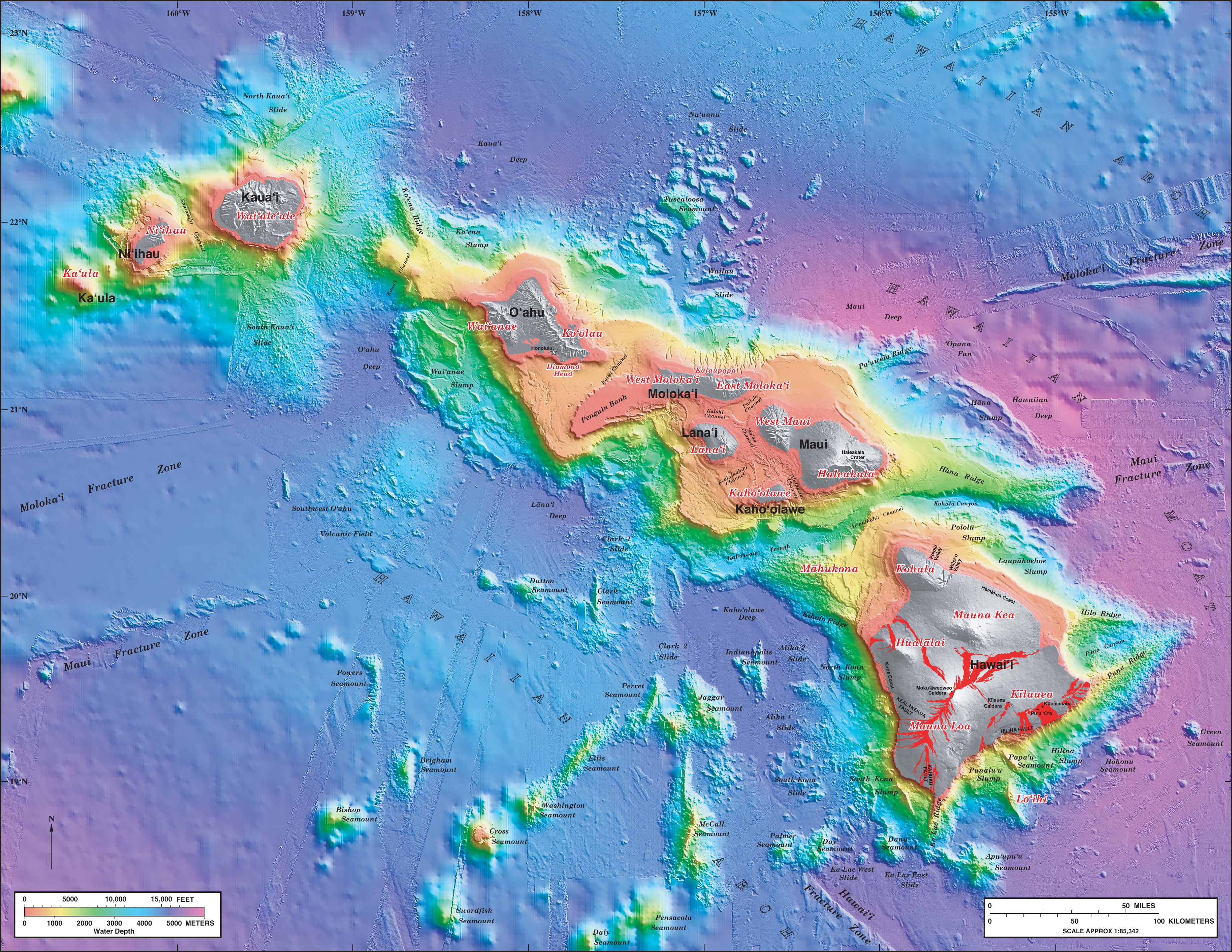
ハワイ諸島の海底地形。オアフ島は中央上。地すべりによる地形がわかる。

コオラウ火山は180-260万年前の放射年代をもつ玄武岩体から構成される。
コオラウ火山が最初に海底から噴火したのは250万年以上前と考えられている。当初は海底火山であったが、その後海面に達して、170万年前に休火山となるまで成長を続けたと考えられている。
その後、火山は約100万年にわたって休眠を続け、その間に当初は滑らかだった楯状火山の斜面は侵食によって削り取られ、さらに山全体がかなり沈下した。コオラウ火山の最高地点はもしかすると3000mを越えていたかもしれない。

### ホノルルの火山性地形
コオラウ山脈南部では、約100万年の休止期を経て、約40ヶ所以上にも及ぶホノルルの火山性地形と呼ばれる独立単成火山群が形成された。約86万年前以降とされているこの火山群の噴火の平均間隔は4-5万年である。最新の活動期と考えられるKoko Fissureが3万年前頃であり、将来新たな噴火が生ずる可能性は否定できないと考えられている。
この活動によって、ダイヤモンドヘッド、ハナウマ湾、ココヘッド、パンチボウル、タンタラス山、ソルトレイクなどの火山地形が生まれ、オアフ島南部のランドマークとなっている。

コオラウ山脈
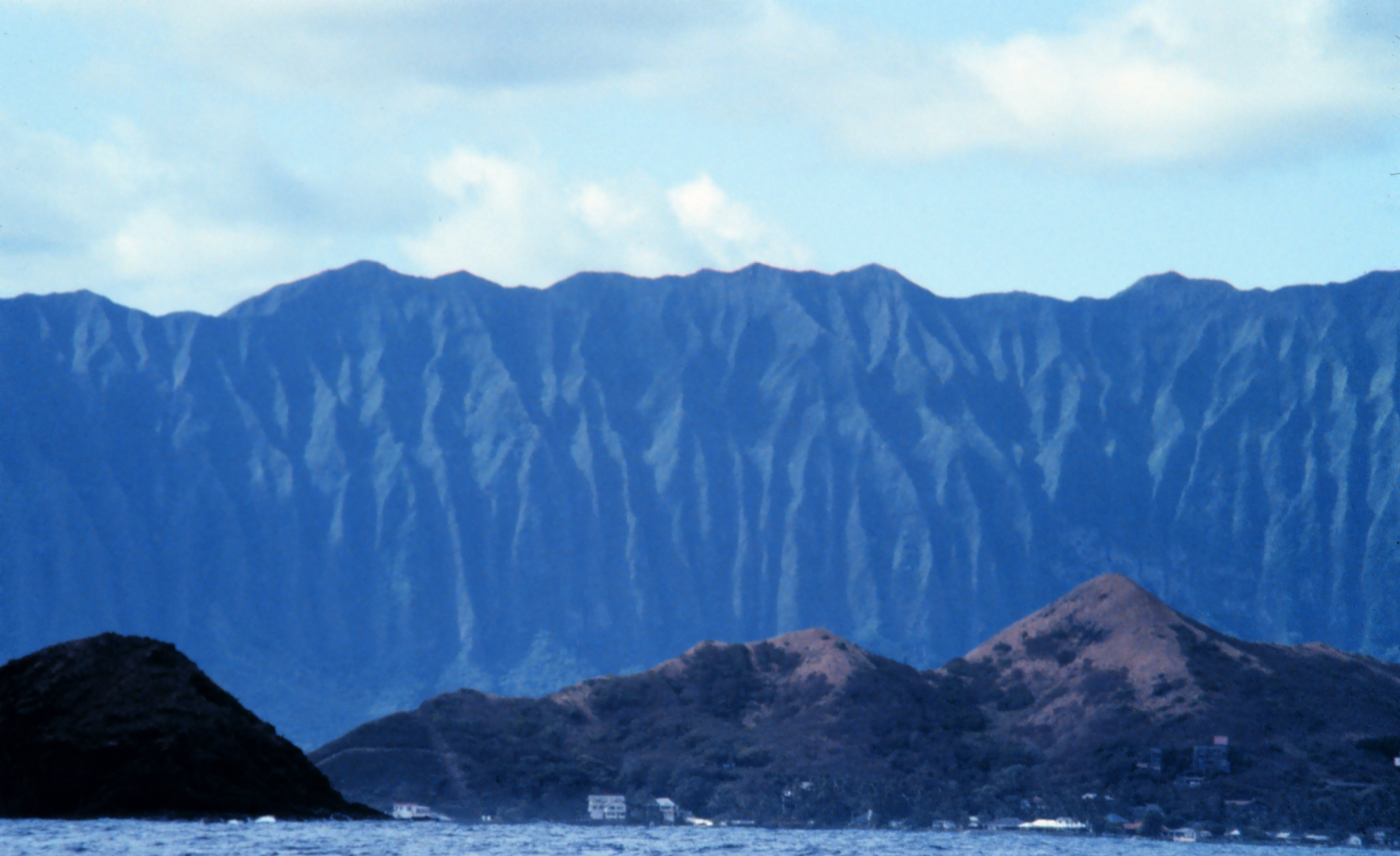
東岸から見たコオラウ山脈。 非常に急峻である。
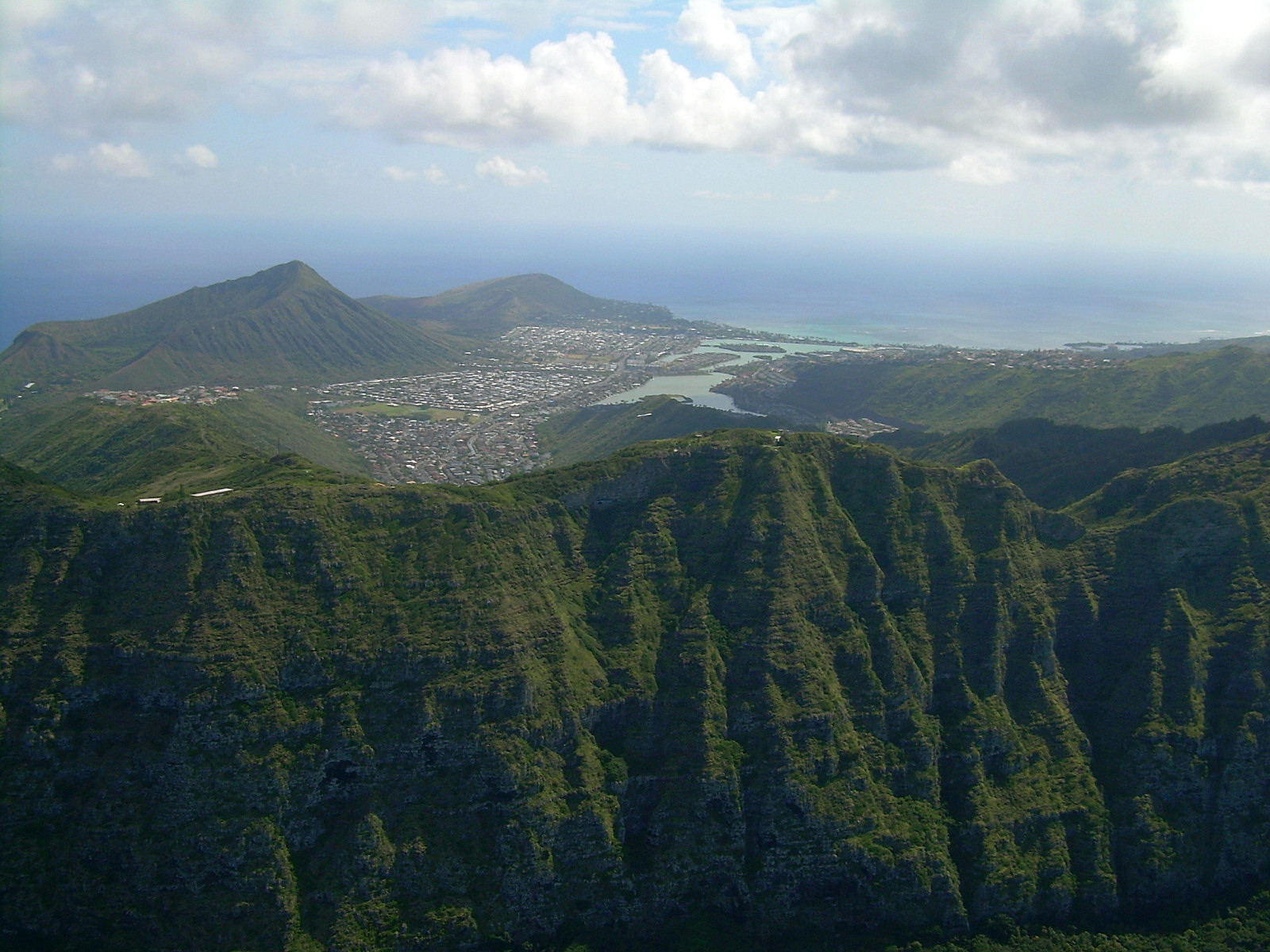
東岸から見たコオラウ山脈の山稜（手前）とココヘッド（左）。
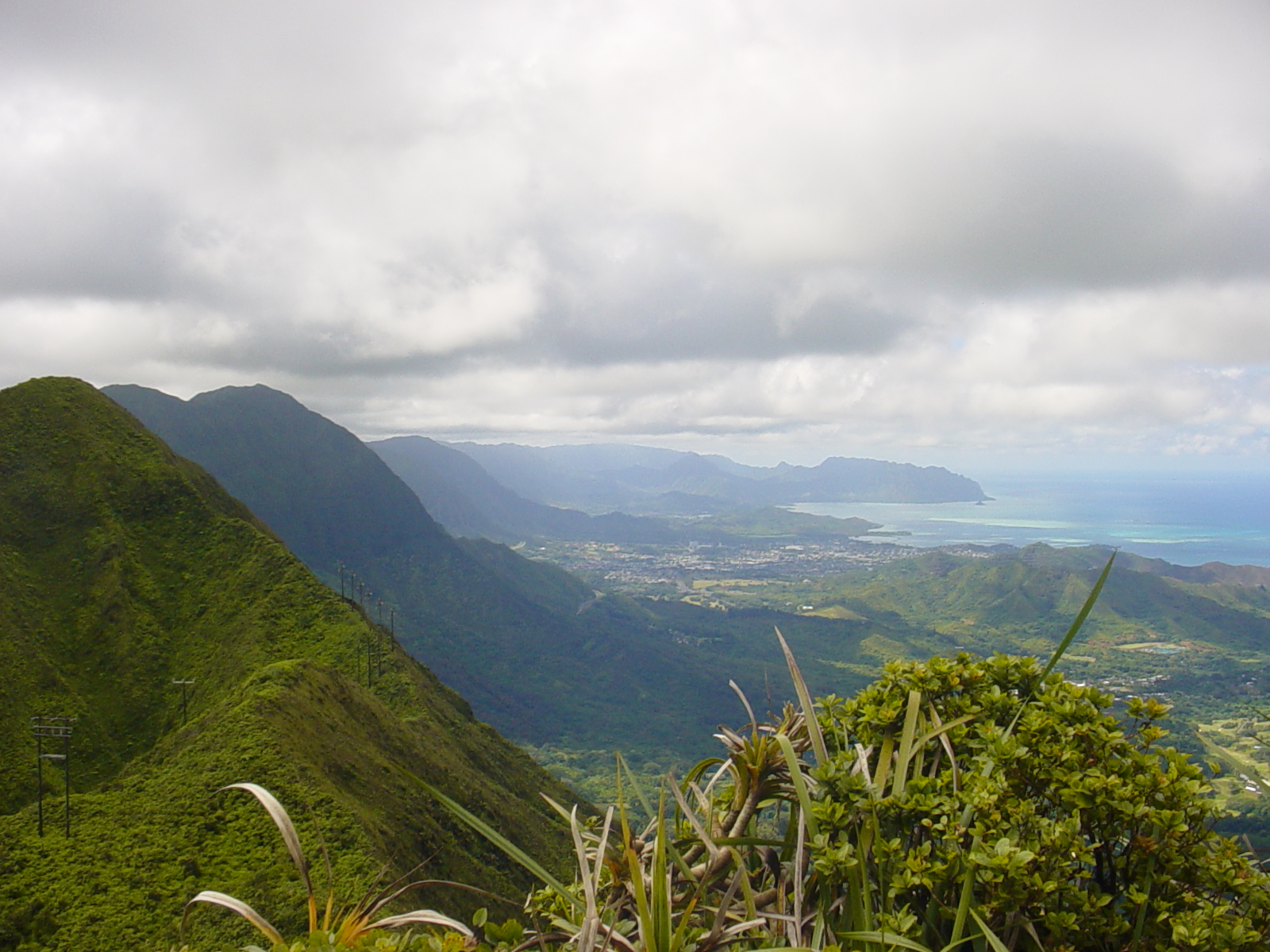
コオラウ山脈の山稜と東海岸。右にカネオヘの街。
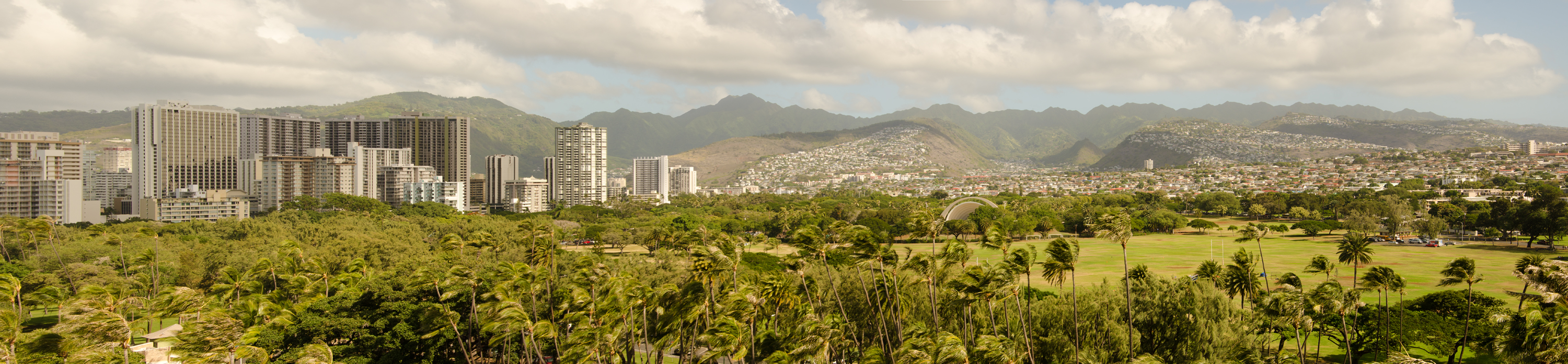
西から見たコオラウ山脈とホノルルの街並。
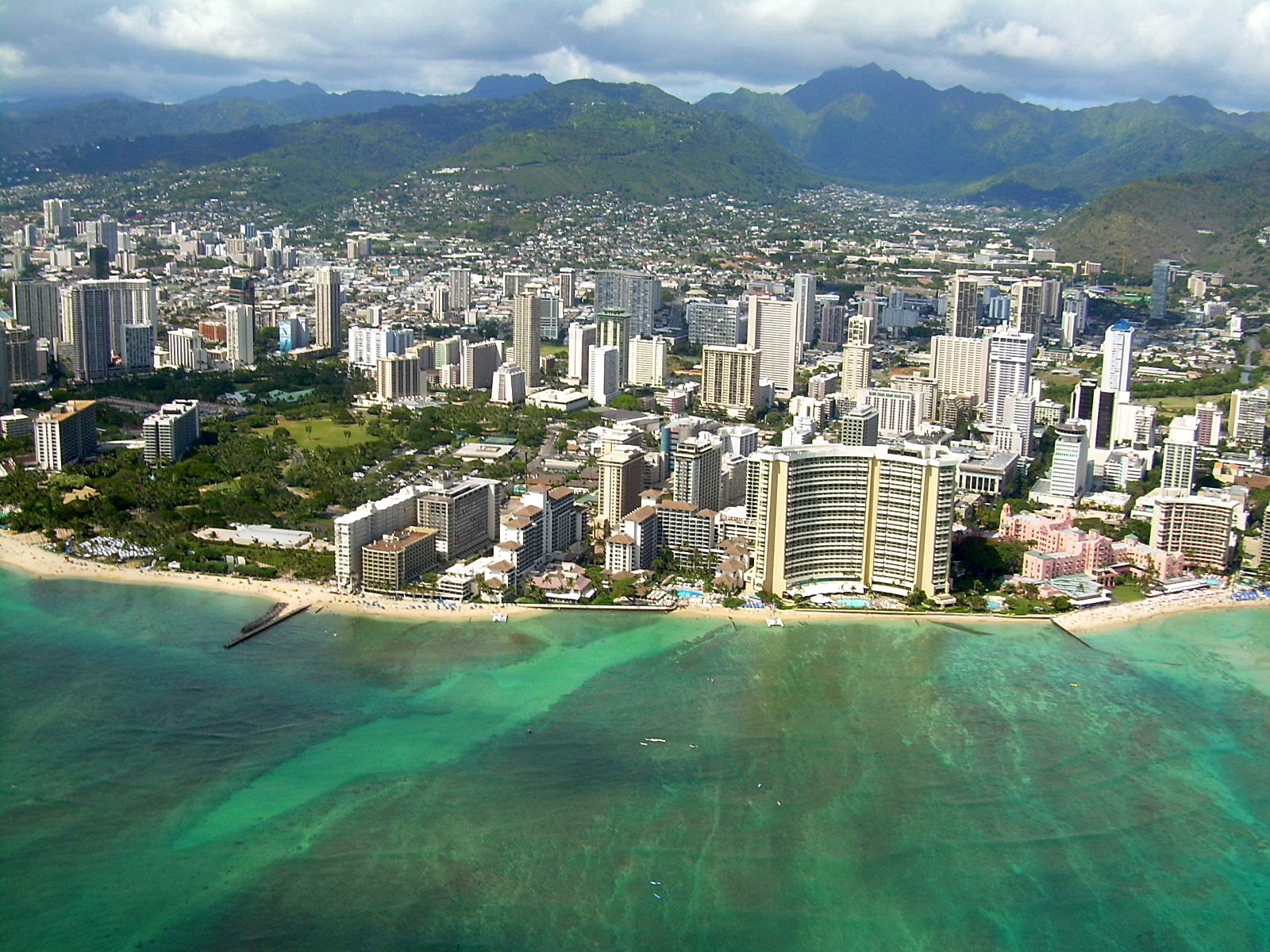
西から見たコオラウ山脈と ホノルルの街並。

Honolulu volcanic series
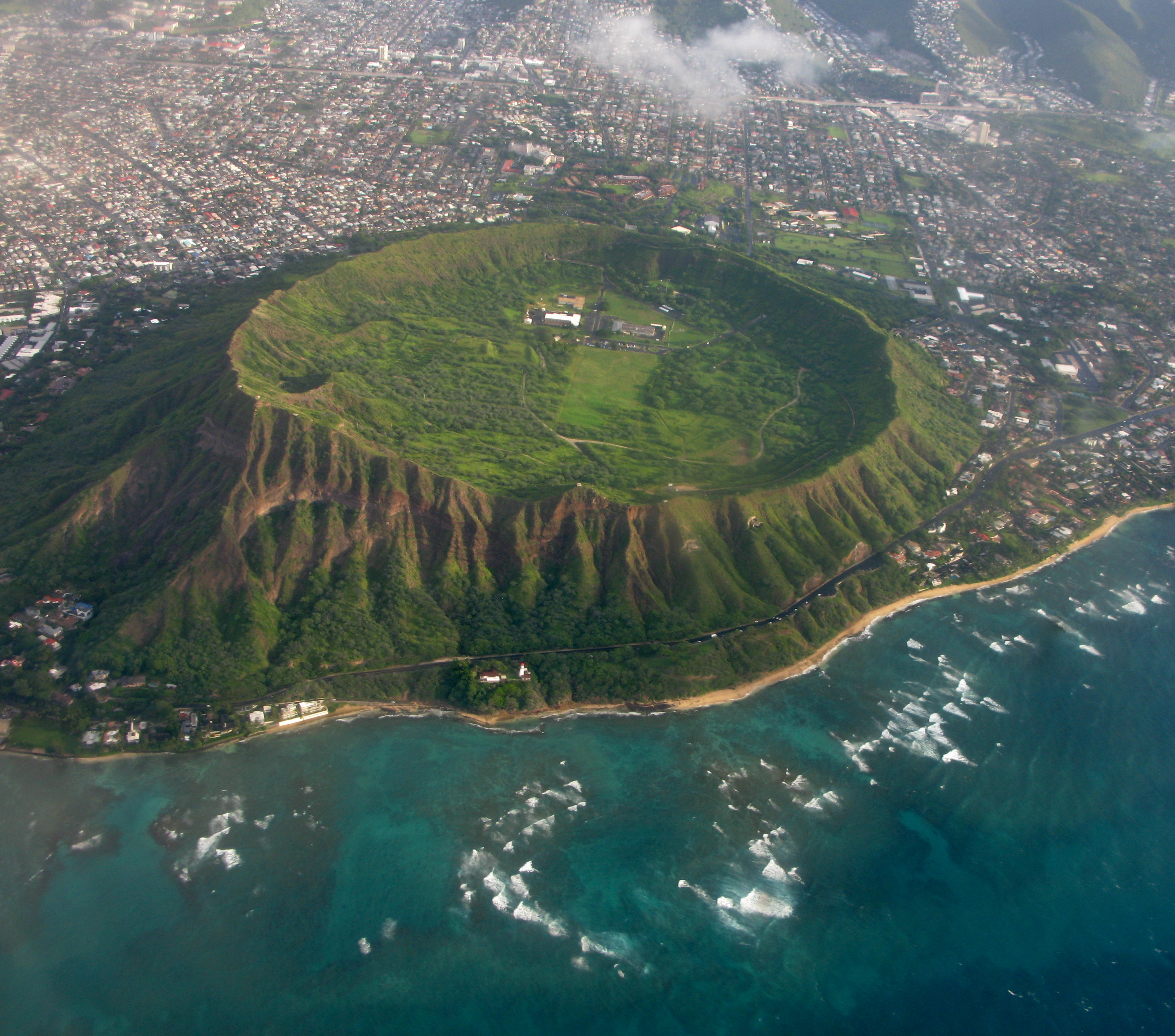
ダイヤモンドヘッド（タフリング）
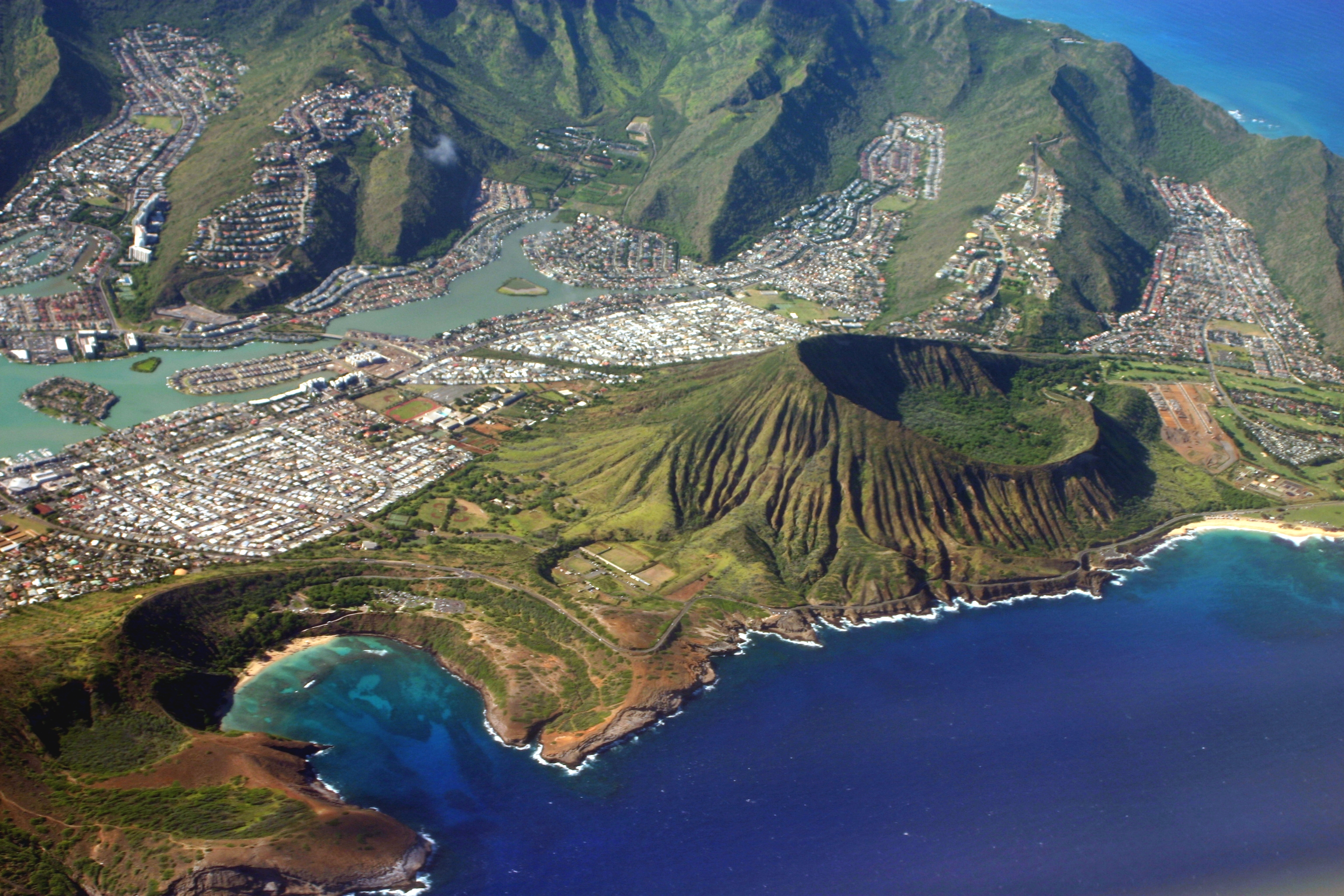
ハナウマ湾（左、タフリング） ココヘッド（右、タフコーン）
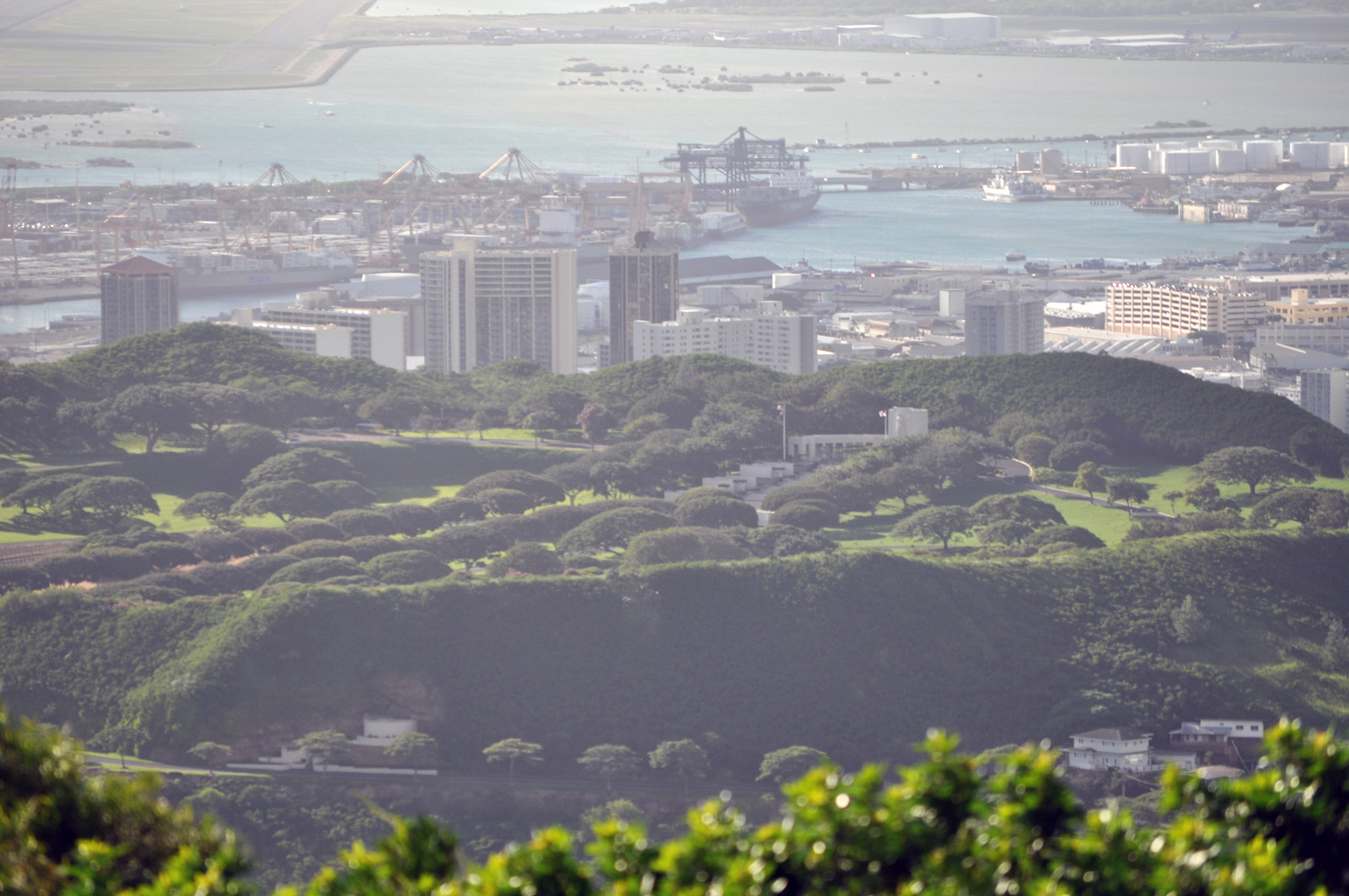
パンチボウル（英語版）（タフリング）
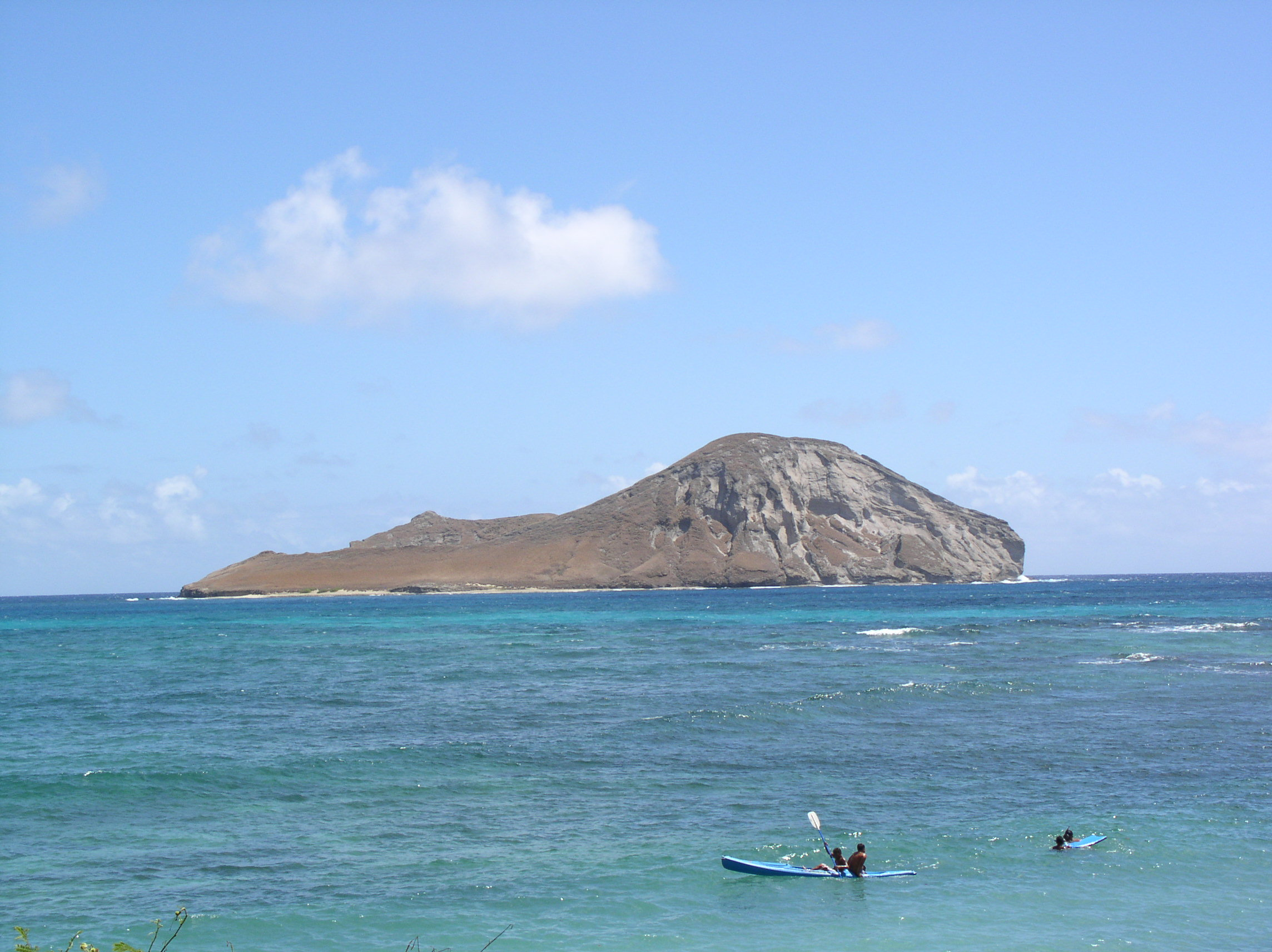
マナナ（英語版）（タフリング）